# Loma de la Esperanza (Perú)
Loma de la Esperanza es un caserío peruano ubicado en el distrito de El Carmen de la Frontera, perteneciente a la provincia de Huancabamba del departamento de Piura, al norte del Perú. 

## Ubicación
Loma de la Esperanza se ubica al noreste de la provincia de Huancabamba, en el distrito de El Carmen de la Frontera, en el departamento de Piura.

## Demografía
En 2017 Loma de la Esperanza tenía una población de 171 habitantes.
| Gráfica de evolución demográfica de Loma de la Esperanza entre 1993 y 2017 |
|                                                                            |
| Fuentes: Población 1993 y 2017                                             |